# Famille de Laage
 (janvier 2021).
Si vous disposez d'ouvrages ou d'articles de référence ou si vous connaissez des sites web de qualité traitant du thème abordé ici, merci de compléter l'article en donnant les références utiles à sa vérifiabilité et en les liant à la section « Notes et références ».
Pour les articles homonymes, voir Laage (homonymie).
La famille de Laage (aussi orthographiée de Laâge) est une famille subsistante de la noblesse française.
Cette famille s'est illustrée dans l'administration des finances de l'État (conseiller-secrétaire du roi, receveur des tailles, fermier général). Cette famille compte aussi parmi ses membres des hommes d'Église, un député, des officiers.

## Histoire
La famille de Laage s'est scindée au XVIIIe siècle en plusieurs branches :
- de Saint Germain (éteinte)[réf. nécessaire] ;
- de Meux (subsistante) ;
établie en Saintonge et Orléanais, anoblie par la charge de secrétaire du roi exercée à Paris de 1759 à 1784[réf. nécessaire], inscrite à l'Association d'entraide de la noblesse française (ANF) depuis 1984[1].
- de La Rocheterie (subsistante), issue de la branche de Meux[réf. nécessaire] ;
- de Bellefaye (subsistante) ;
originaire de Saintonge et de Paris, anoblie par la charge de secrétaire du roi exercée à Paris de 1718 à 1738[réf. nécessaire], inscrite à l'ANF depuis 1993[1].

## Personnalités
- Jacques de Laage né à Jonzac, Charente-Maritime, en 1660. Receveur des tailles aux élections de Saintes et Poitiers (1705), maître d'hôtel du duc de Berry, puis, écuyer, conseiller secrétaire du roi, maison et couronne de France, le 23 novembre 1718. Il se sépara en 1719 des seigneuries de Meux et de Saint Germain de Vibrac pour acheter la baronnie de Bellefaye en 1720. Son probable portrait par Largillière est exposé au musée du Louvre[2].
- Clément de Laage (1724-1794), seigneur de Bellefaye, fermier général, guillotiné à Paris, le 28 floréal an II (8 mai 1794).
- Clément, François, Philippe de Laage (1764-1824), (fils du précédent), baron de Bellefaye, fermier général en 1784, émigré. Il épouse en 1784, Jeanne Duruey, fille de Joseph Duruey, administrateur du Trésor royal du roi Louis XVI, guillotiné en 1794.
- Clément, Marie, Joseph de Laage (1785-1862), baron de Bellefaye, (fils du précédent), directeur des douanes, chevalier de la Légion d'honneur. Il épouse le 31 janvier 1818, Virginie Chaptal  de Chanteloup, fille de  Jean-Antoine Chaptal, médecin et chimiste, membre de l'Institut, ministre de l'Intérieur, pair de France.
- Jérôme de Laage de Meux (1777-1856), officier, député de la Charente-Inférieure de 1824 à 1827.
- Edouard de Laage de Meux[3] (1784-1878), né et décédé à Orléans. Il contribua à la mise en valeur de la Sologne en asséchant les marécages par la plantation de pins sur ses terres de Maisonfort à Ardon et Montfranc (acheté en 1820) à Pierrefitte sur Sauldre.
- Père Clément de Laage de Bellefaye , jésuite (1817-1894). né à Saint Omer, décédé à Lille. Auteur de livres religieux : Méditations et prières à l'usage des jeunes gens, Vie du bienheureux Antoine Baldinucci
- Théophile de Laage de Meux (1833-1922), né à Pessines (Charente-Maritime), décédé à Saint Savinien (Charente-Maritime). Conseiller général de la Charente-Maritime. Auteur d'un intéressant opuscule en 1867: Paix à l'Allemagne.
- Maxime de Laage de La Rocheterie (1837-1917), né à Orléans, décédé au château du Bouchet à Dry (Loiret). Historien, il publia des livres sur la Révolution française et notamment une biographie de la reine Marie-Antoinette. Il fut conseiller général du Loiret (canton de Cléry de 1889 à 1907) et maire de Dry pendant près de 50 ans (1870-1917). Président du comice agricole d'Orléans, il présida aussi la Société d'horticulture du Loiret et la mutuelle d'assurances "l'Orléanaise". Il épousa en 1862 Marcelline de Man d'Attenrode, fille d'un homme politique belge, ministre des finances.
- Commandant Joseph de Laage de Meux (1863-1914), né à Orléans, mort pour la France à Maissin (Belgique). Saint-cyrien, capitaine d'infanterie à Bourges de 1896 à 1912, puis nommé chef de bataillon à Brest. Il tombe au champ d'honneur en entrainant ses hommes à une charge à la baïonnette lors de la bataille de Maissin le 22 aout 1914 (jour le plus meurtrier de l'histoire de France où 27 000 hommes ont perdu leur vie). Il laisse quatre filles. Une rue du commandant de Laage de Meux conserve sa mémoire à Maissin.
- Baron Félix de Laâge de La Rocheterie de Man d'Attenrode et Wewere (1865-1933). Né à Orléans, décédé à Saint Bohaire (Loir-et-Cher). Inspecteur général des forêts de Philippeville (Congo belge). Marié en 1901 avec Anne d'Ormesson. Un arrêté du roi des Belges en 1910 l'autorisa à relever le nom de sa mère, et un an plus tard lui accordait le titre de baron.
- Alfred de Laage de Meux (1891-1917), né au château de La Coussière à Clussais (Deux-Sèvres), mort pour la France à Eppeville (Somme). Ingénieur agronome, lieutenant de cavalerie (dragon), il obtient le brevet de pilote militaire en octobre 1915. Nommé commandant en second de l'escadrille La Fayette lors de sa création (18 avril 1916). L'escadrille La Fayette était composée de pilotes américains qui se sont engagés volontairement dans l'aviation militaire française naissante avant l'entrée de leur pays dans le conflit en avril 1917. Il meurt en pilotant son avion (SPAD VII) le 23 mai 1917 lors d'un exercice sur le terrain d'Eppeville (Ham) dans la Somme. Son nom est inscrit sur le monument commémoratif de l'Escadille La Fayette à Marnes-la-Coquette (parc de Villeneuve).
- Lou de Laâge, née en 1990, actrice, prix Romy-Schneider 2016, deux fois nommée aux césars du cinéma (catégorie meilleur espoir féminin).
- Astrid de Laage, née en 1967, romancière, autrice notamment de De la main d'une femme (2023) sur la vie de Charlotte Corday.

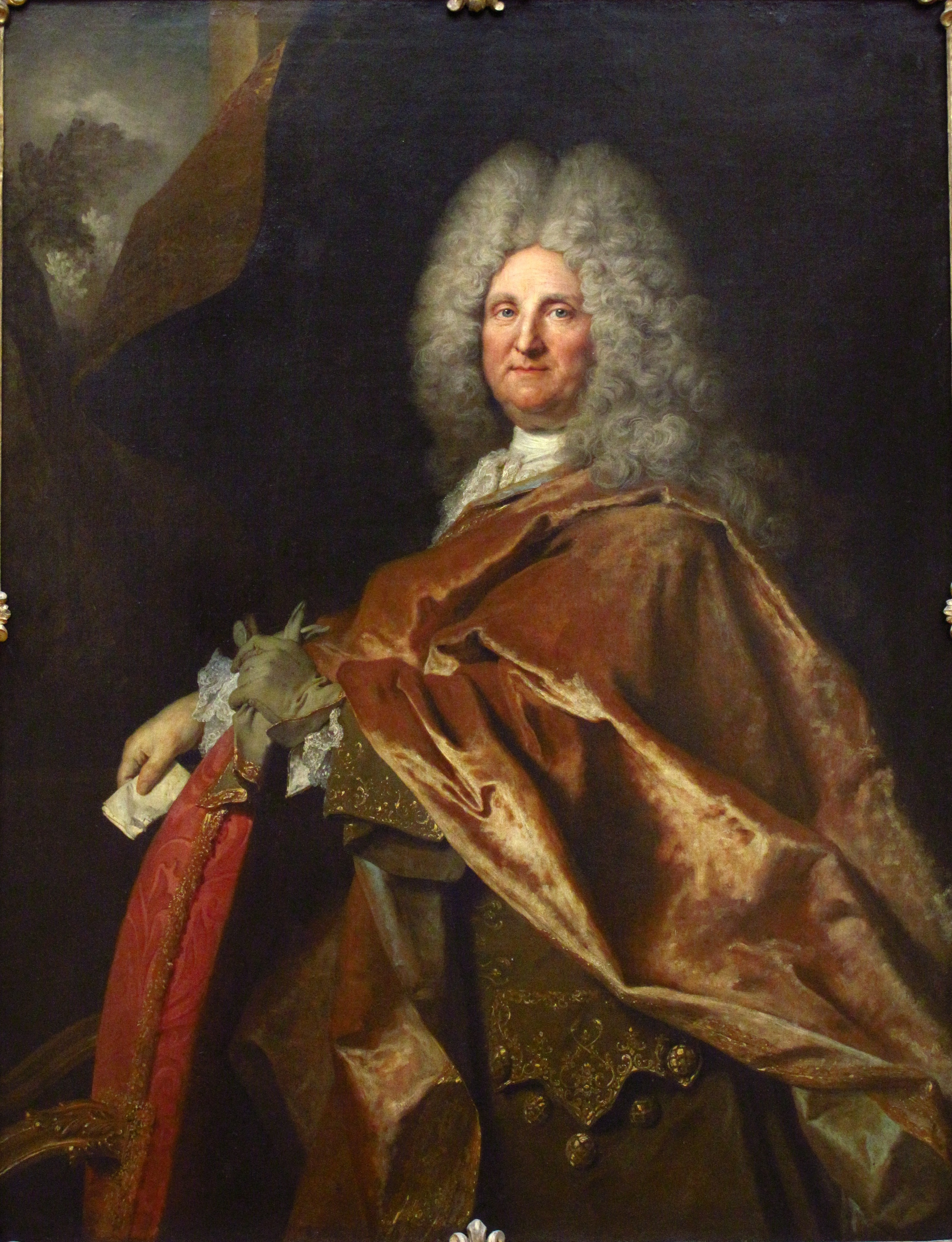
Portrait d'homme Jacques de Laage receveur des tailles[4], vers 1718 par Nicolas de Largillierre Musée du Louvre
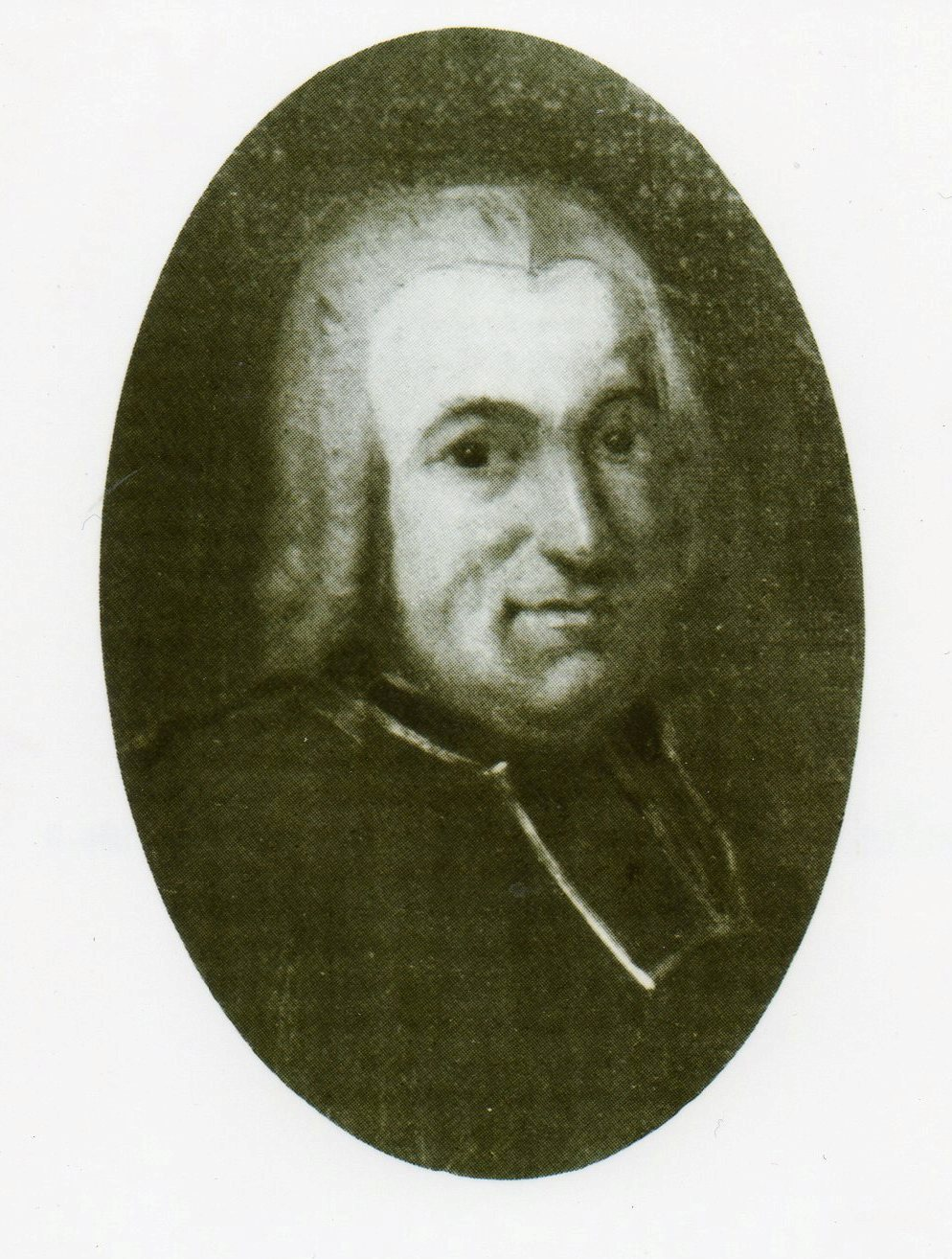
Abbé de Laage (1718-1793 ou 1796)
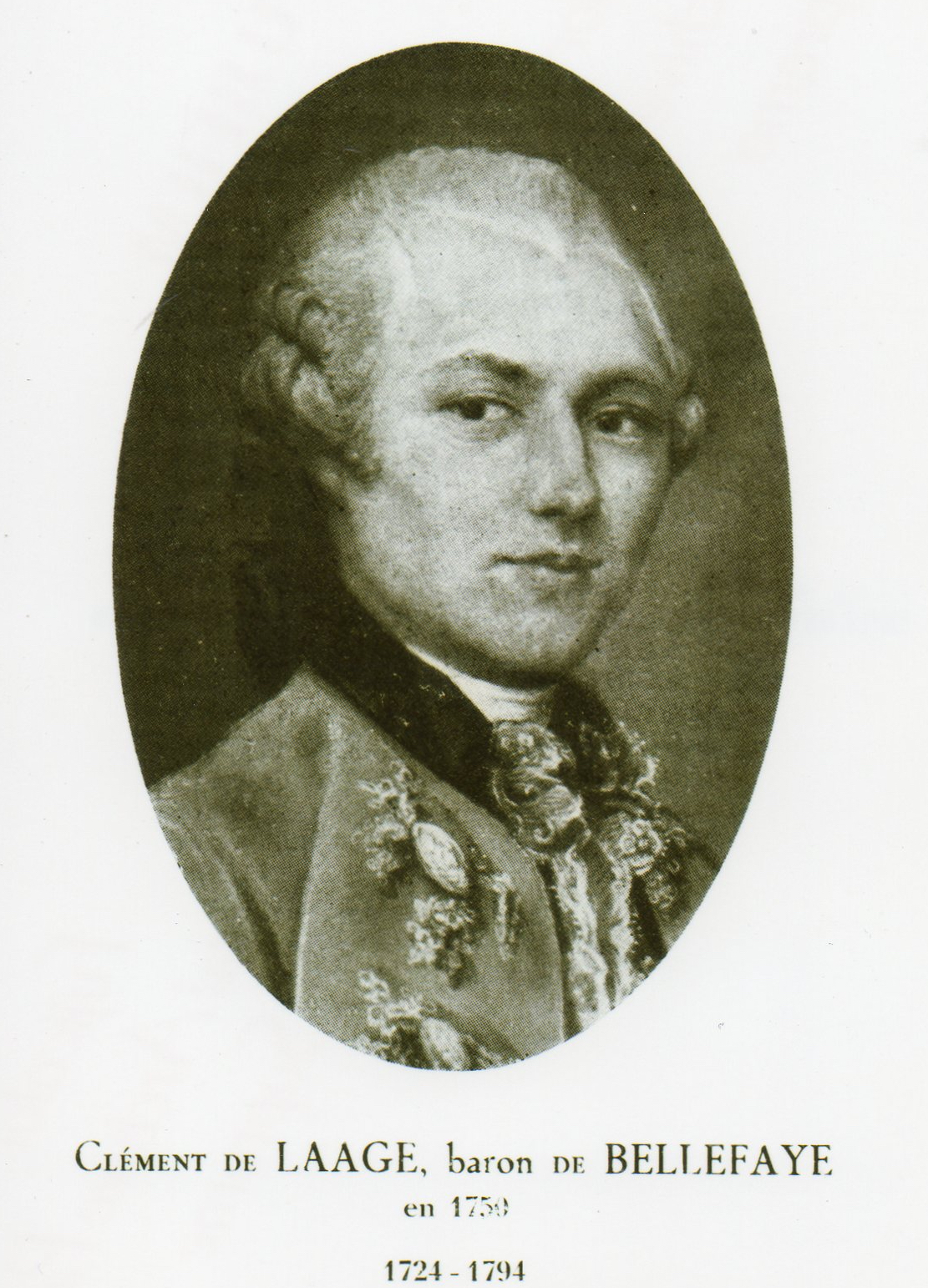
Clément de Laage (1724-1794)
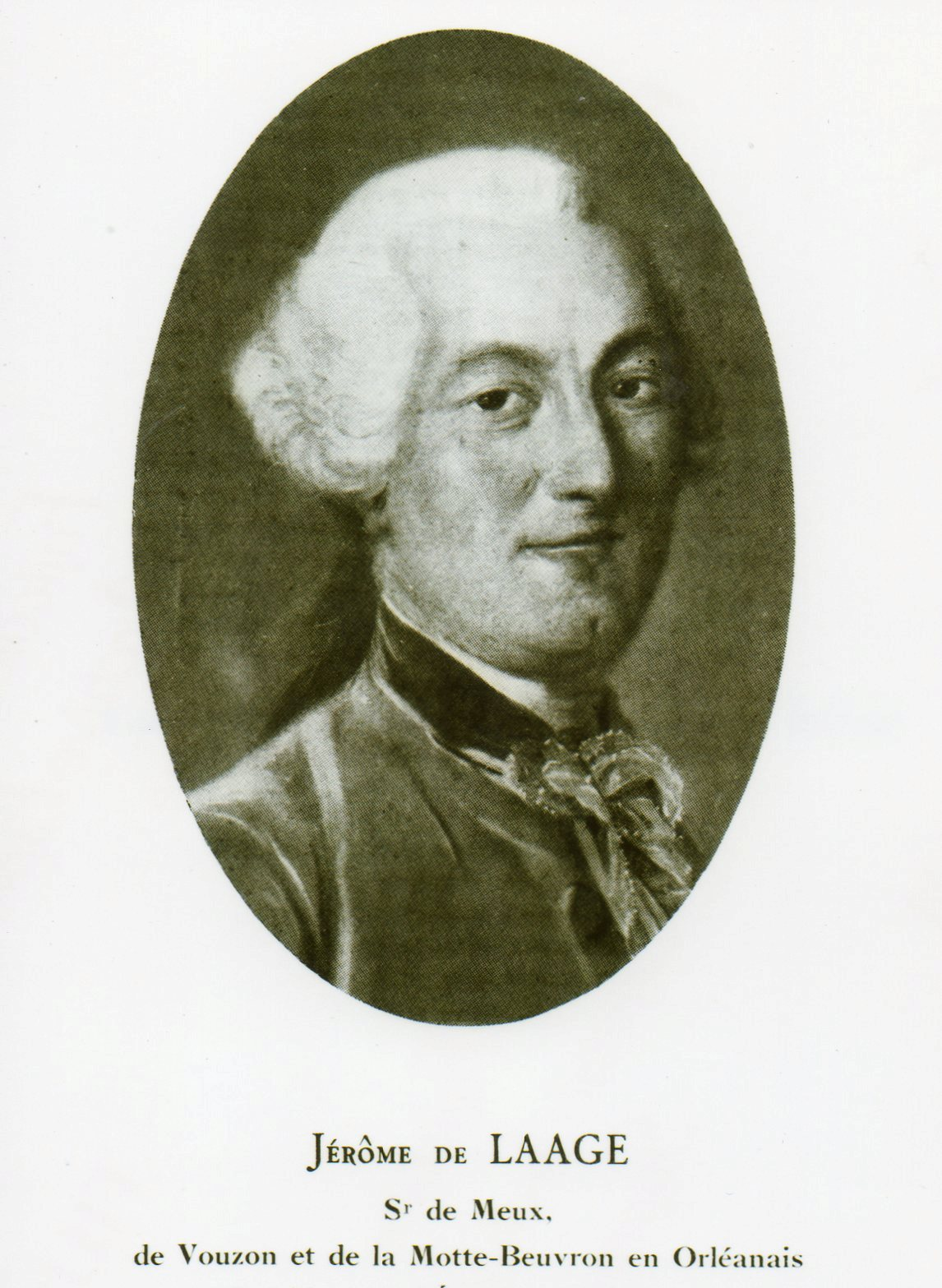
Jérôme de Laage (1777-1856)
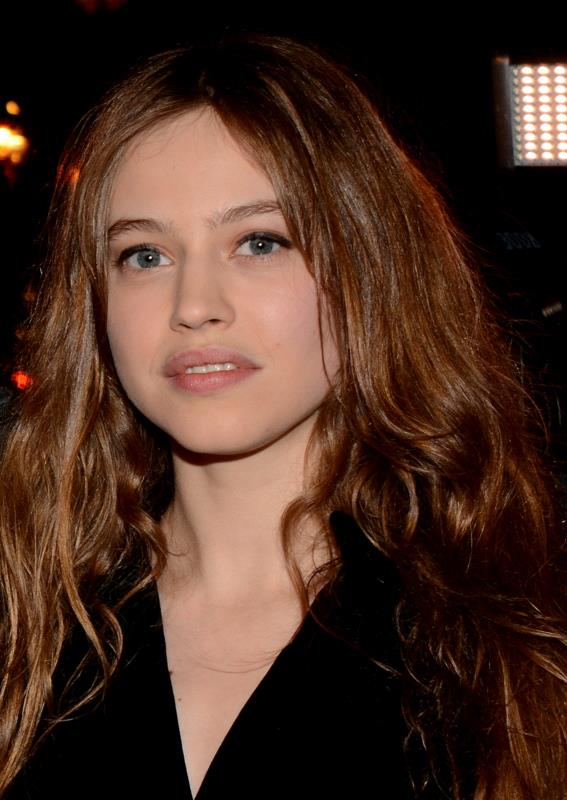
Lou de Laâge (1990)

## Alliances

### Branche de Laâge de Bellefaye
Depuis le XVIIIe siècle : de Roffay (1709), de Guiscard (v.1730), de Heere de Beauworde (1758, 1816), de Villeneuve-Vence (1783), du Ruey (1784), de Lezay-Marnésia (1808), Chaptal de Chanteloup (1818), Kervyn de Lettenhove (1839), Levavasseur de Précourt (1845), de Laâge de Meux (1845), Poitelon du Tarde (1845), Lairtullier (1848), de Man d'Attenrode (1848, 1862), Fingerlin (1853), Mollard de Vilmarest (v.1865), de Penaranda (1870), Angiboust (1876), Gallois (1884), Le Sergeant de Monnecove (1887), de Bengy de Puyvallée (1890), de Chalus (1906), de Coëtlogon  (1908), de Lencquesaing (1911), Taillandier (1914), de Proyart de Baillescourt (1920), Cannet de Roders (1924), Le Poitevin de La Croix-Vaubois (1924), Chareton (1933), Maës (1934), Bielman (1942), Le Mesre de Pas (1945), Roullet de La Bouillerie (1948), de Paix de Coeur de Roumare (1951), d'Avout (1951), Férault de Falandre(1954) de Mascureau (1954), de Tourtier (v.1965), Psaume (1975), Vezin (1979), Le Motheux du Plessis (1980), Hauguel (1980), Allard (1981), Douville de Franssu (1990), de Reviers de Mauny (1991), Vaillant de Guélis (1991).

### Branche de Laâge de Meux
Robert de Rochecouste (1731), Cosson de Guimps (1740), Faure (1745), Tassin de Charsonville (1770), L'Huillier (1774), Pasquier de Lumeau (1777, 1851), Baguenault de Viéville (1791), Robillard (1797), Mingre de Noras (1801), Jaque de Mainville (1810), Prouvensal de Saint Hilaire (1811), Le Gardeur de Tilly (1829), de Gyvès de Creuzy (1832), Desprez de Montpezat (1832), Domet (1836), de Grémion (1838), de Laâge de Bellefaye (1845), de La Taille (1846, 1852), Bacot de Romand (1851), Lalande (1852), Vallet de Payraud (1856), Colas des Francs (1857), Louveau de La Règle (1858), Durand de Lavauxmartin (1859), Mesnaud de Saint Paul (1867), de Saluces (1869), de Seyssel (1872), Alefsen de Boisredon (1872), Desjobert (1874), Isle de Beauchaine (1875), de Lavau (1876), Pélissier (1879), de Cathelineau (1884), Guiot de La Rochère (1885), du Rousseau de Fayolle (1887), de Cugnac (1887), de Montardy (1888), de Guillebon (1888), Martin de Compreignac (1891), du Hamel du Fougeroux (1891, 1892),  de Larminat (1892), de Vathaire (1894), Douville (1896), de Labriffe (1898), de Brix (1899), Le Père (1899), de Boissieu (1900), Mignon (1901), de Brandt (1905), van der Voort (1910), Vidal (1910), de Folin (1911), Gauly (1912), Ten Pol (1914), Beauchet-Filleau (1920), de La Chaise (1921), de Bellegarde (1922), de Watrigant (1924),  Bès de Berc (1925), Demolon-Guignard de Saintours (1925), de Laparre de Saint-Sernin (1925), Pesme (1926), de Bouët du Portal (1926), d'Ornellas (1931), Hérissay (1933), Chauvelot (1935), de Gouvenain (1937), de Kuranda (1937), de Goussencourt (1939), d'Hespel de Flencques (1939), Deweppe (1939), Grassin-Delyle (1946), Magnier (1946), de Dreuille (1947), de Clauzade de Mazieux (1950), Tyrel de Poix (1950, 1976, 1982), d'Hespel de Flencques (1950), de Galard de Brassac de Béarn (1957), de Pressac de La Chèze (1958), Barennes (1963), Garnier de Labareyre (1963), de Francqueville (1965), de Charnières (1968), de Pommereau (1970, 1975), Arnoulx de Pirey (1971), Vouters (1974), Réglat (1976), Jauvin (1977), Brunet (1977), Lion (1977), Asselin de Williencourt (1977), Cadet (1982), Lecoq (1984), Himely (1986), Coste (1986), de Lapasse (1987), Etienne (1988), Blondel de Joigny (1989), Lafont de Sentenac (1992), Bardinet (1993), Hardy (1994), de Galbert (1994), du Pouget de Nadaillac (1994), de Roquefeuil (2011), van Parys (2016).

### Branche de Laâge de Saint Germain
Avant son extinction au milieu du XXe siècle : Huon de Rosne (1763), d'Aiguières (1774), de Chasseloup-Laubat (1776), Maurice de Sentout (1784), Landreau (1808), de Laverny (1816), de Laâge de Meux (1817), Bonnamy de Bellefontaine (1823), Charlet (1834), Cousin-Vallée (1843), Laforest (1844), Fontemoing (1852), Fetet (1854), Bruneau de Miré (1856), Desjuzeur (1865), Gout Desmartres (1867), de La Seiglière (1874), Beaurepaire (1894), Coulomb (1910)?

### Branche de Laâge de La Rocheterie
Depuis la fin du XVIIIe siècle : Midou de Lisle (1785), Pasquier de Lumeau (1807), Mingre de Noras (1836), de Man d'Attenrode (1862), de Murat (1897), Lefèvre d'Ormesson (1901), de Saint Phalle (1919), de Langlois (1931), du Gaigneau de Champvallins (1931), Mc Kenzie (1953), Ngochie, Pernot, Krebs, Sarlin.

## Armoiries
Les armes de la famille se blasonnent ainsi D'azur au chevron d'or, accompagné en chef de deux roses tigées et feuillées de même et en pointe d'une main fermée soutenant un faucon aussi d'or.[réf. nécessaire]

## Propriétés familiales
- Le château de Meux situé à Meux en Charente-Maritime. La seigneurie de Meux entre par achat en 1712 chez les Laage. Le château est vendu en 1850 par Hippolyte de Laage (1811-1883), conseiller général et municipal de Saintes.
- Le château de Bellefaye situé à Soumans dans la Creuse. La baronnie de Bellefaye est achetée en 1720 par Jacques de Laage (vers 1670-vers 1725). Son frère Élie en devient possesseur par la suite. La baronnie est adjugée en 1769 à Clément de Laage, fermier général, qui prend le titre de baron de Bellefaye, et qui est guillotiné en 1794, pendant la Terreur. Par la suite, le château est vendu comme bien national.
- Le château de Lamotte-Beuvron dans le Loir-et-Cher en Sologne. Acheté en 1765 par Jérôme de Laage de Meux, seigneur de Vouzon et La Mothe, il est revendu vers 1810 en raison d'une indivision. Napoléon III s'en porte acquéreur en 1852. Il est aujourd'hui le siège de la Fédération française d'équitation dans le Parc équestre fédéral.
- Le château de Moléon à Nouan-le-Fuzelier, dans le Loir-et-Cher, en Sologne. Acheté en 1828 par Edouard de Laage, il appartient toujours à la famille.
- Le château du Bouchet à Dry dans le Loiret, construit à partir de 1853 sur l'emplacement d'un château plus ancien par la famille de Laage de la Rocheterie. Depuis 1961, il appartient à l'office national de la chasse et de la faune sauvage.
- Le château du Douhet

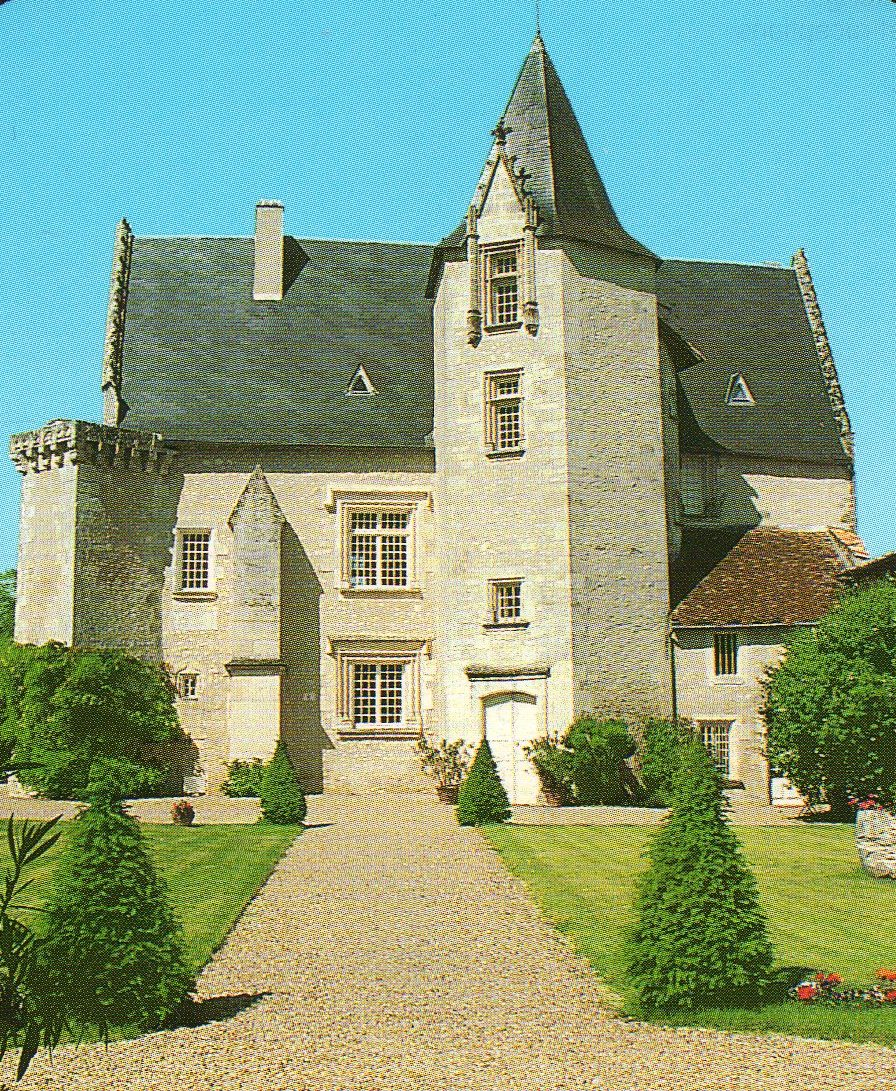
Château de Meux
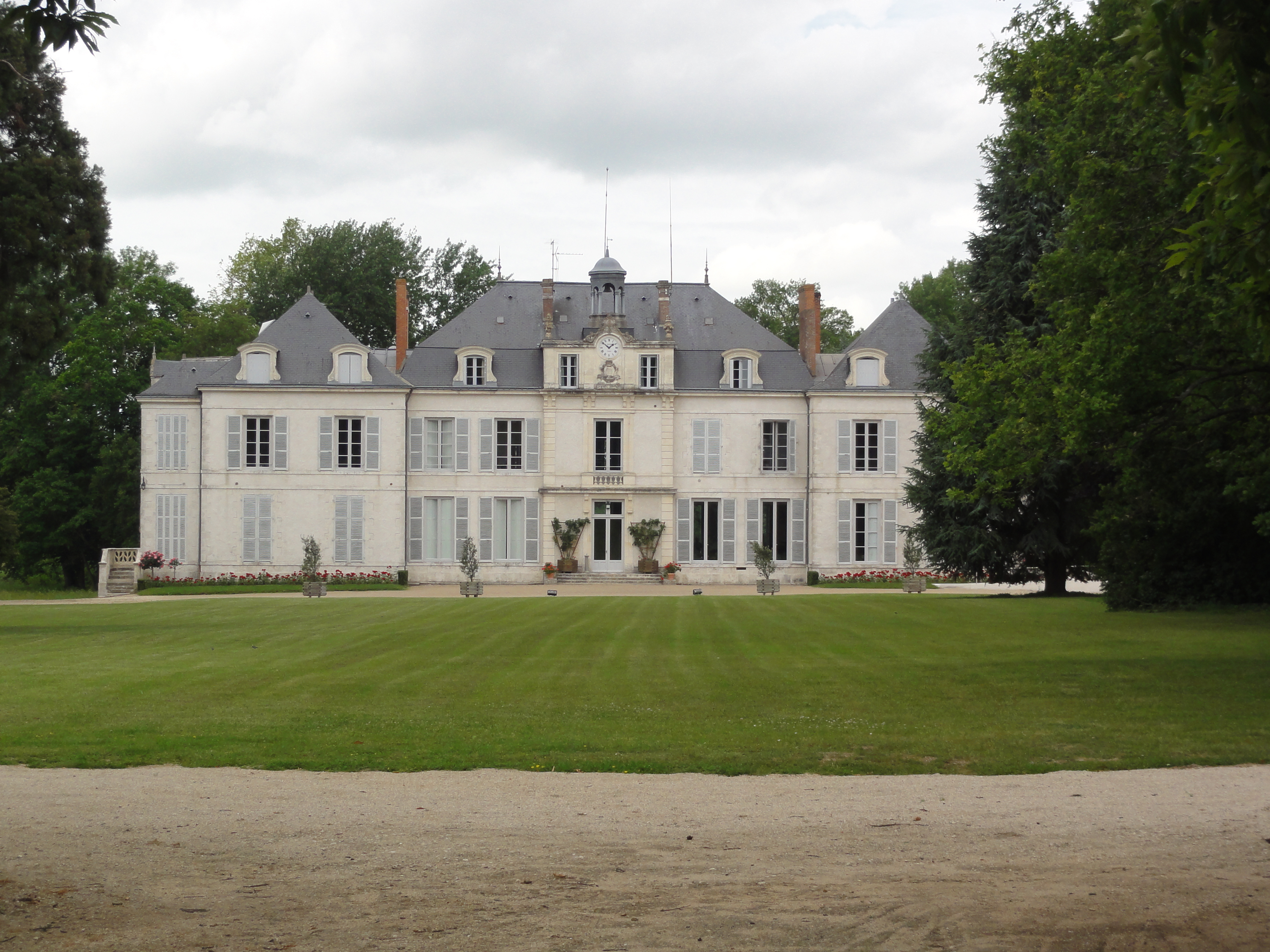
Château du Bouchet
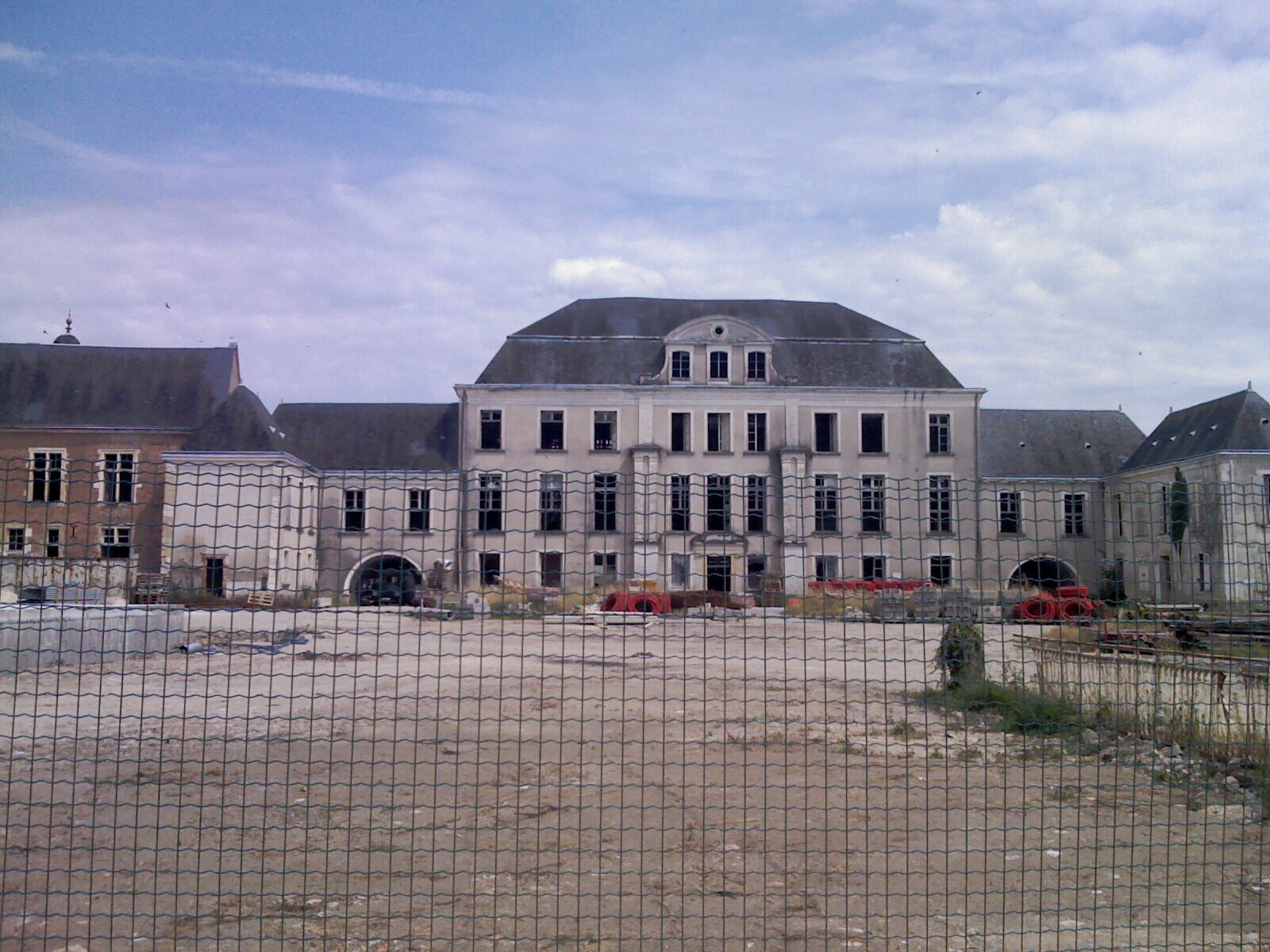
château de Lamotte-Beuvron

## Hommages
Saintes a deux rues rendant hommage à cette famille :
- Rue Delaâge, dans le centre-ville. Ouverte sous le Second Empire à la suite de la construction du théâtre et la création des cours.
- Rue Albin-Delaâge, nominalement désigné en 1872. Elle porte le nom d'Albin de Laage de Meux (1807-1873), né et décédé à Saintes, qui a cédé un terrain permettant un tracé rectiligne de la rue. Durement exposé pendant la Révolution en raison de ses charges (Clément de Laage de Bellefaye sera guillotiné, son frère Jérôme emprisonné à Orléans, tandis que l'abbé de Laage émigre), certains membres de la famille cherchent à se rendre moins visibles et contractent leur nom en Delaage. Ainsi le fils d'Albin, Alexis (1843-1903) a dû attendre un jugement du tribunal de Libourne en 1900 pour reprendre le patronyme de ses aïeux de Laage de Meux.

Maissin en Belgique a donné le nom de Commandant de Laage de Meux à l'une de ses avenues en souvenir de Joseph de Laage tombé glorieusement au combat en août 1914.
La commune d'Eppeville dans la Somme a donné le nom d'une rue nouvelle "rue du lieutenant Alfred de Laage de Meux le 21 mai 2017 sur les lieux mêmes de la mort du pilote et commandant en second de l'escadrille Lafayette.